# Effetto Poole-Frenkel
Nella fisica dello stato solido, l'effetto Poole-Frenkel (noto anche come emissione Frenkel-Poole) è un effetto che permette il passaggio di corrente elettrica in un dielettrico. Prende il nome da Yakov Frenkel, che pubblicò un lavoro su questo argomento nel 1938, estendendo la teoria sviluppata precedentemente da H. H. Poole.
Gli elettroni possono muoversi attraverso un isolante nel seguente modo. Gli elettroni sono generalmente intrappolati in stati localizzati (sono cioè localizzati nell'intorno di un singolo atomo e non liberi di muoversi nel cristallo). Occasionalmente, fluttuazioni termiche casuali forniscono all'elettrone energia sufficiente per delocalizzarsi e passare alla banda di conduzione. Una volta lì, l'elettrone può muoversi attraverso il cristallo, per un certo periodo di tempo, prima di eventualmente rilassare in un altro stato localizzato (in altre parole, localizzarsi in un altro atomo). L'effetto Poole-Frenkel descrive come, in un grande campo elettrico, l'elettrone non abbia bisogno di tanta energia termica per entrare nella banda di conduzione (perché parte di questa energia è fornita dal campo elettrico), non necessiti quindi di una fluttuazione termica così grande per essere delocalizzato e di come sia quindi in grado di muoversi più frequentemente. Dal punto di vista concettuale, l'effetto Poole-Frenkel è paragonabile all'effetto Schottky, che è l'abbassamento della barriera energetica all'interfaccia metallo-isolante a causa dell'interazione elettrostatica con il campo elettrico. Tuttavia, la conducibilità dovuta alla corrente di Poole-Frenkel viene rilevata in presenza di una conduzione bulk-limited (quando il processo di conduzione limitante è quello di bulk), mentre la corrente di Schottky viene osservata quando la conducibilità è contact-limited (quando la conduzione è limitata dalla corrente che scorre al contatto).

## L'equazione di Poole-Frenkel

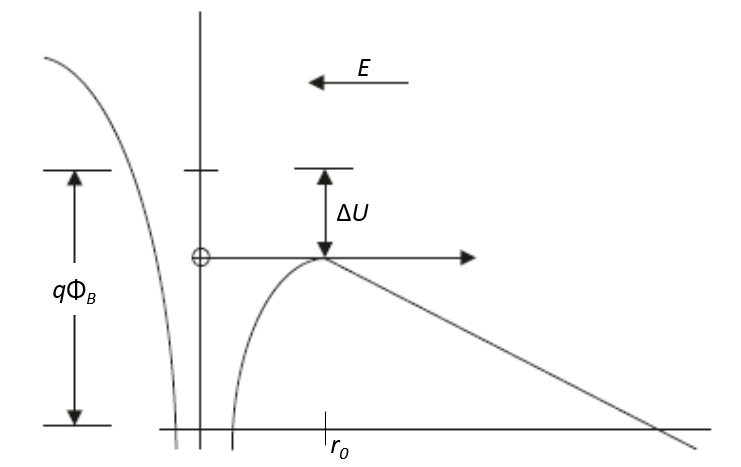
Effetto Poole-Frenkel per un potenziale coulombiano in presenza di un campo elettrico applicato.

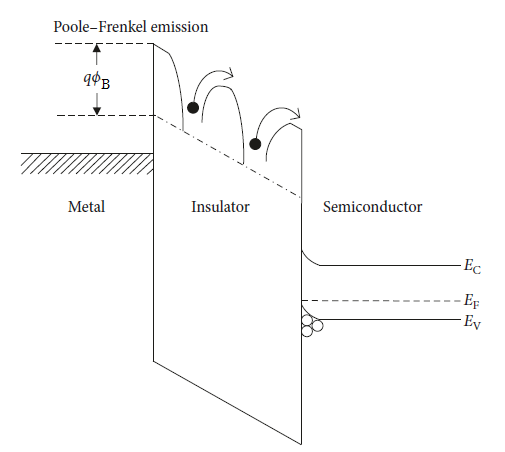
Diagramma a bande per l'emissione Poole–Frenkel.

La conducibilità elettrica {\displaystyle \sigma } di dielettrici e semiconduttori in presenza di elevati campi elettrici (più di {\displaystyle 10^{5}V/s} per i dielettrici e oltre {\displaystyle 10^{3}V/s} per i semiconduttori) cresce qualitativamente come descritto dalla legge di Poole (fino ad arrivare al breakdown elettrico):
{\displaystyle \sigma =\sigma _{0}\exp {(\alpha E)}}
dove {\displaystyle \sigma _{0}} è la conducibilità elettrica in assenza di campo elettrico e {\displaystyle \alpha } è una costante. In questo modello si suppone che la conduzione sia dovuta al moto di elettroni liberi in presenza di in un potenziale periodico autoconsistente. Al contrario, Frenkel ha derivato la sua formula descrivendo il dielettrico (o il semiconduttore) semplicemente come composto da atomi neutri, che agiscono da stati trappola localizzati carichi positivamente quando vuoti (cioè ionizzati). Per gli stati trappola caratterizzati da un potenziale coulombiano, l'altezza della barriera che un elettrone deve attraversare per spostarsi da un atomo all'altro corrisponde alla profondità della buca di potenziale della trappola. In assenza di un campo elettrico applicato, il valore massimo del potenziale è zero e si trova a distanza infinita dal centro della trappola. In seguito all'applicazione di un campo elettrico esterno, l'altezza della barriera di potenziale viene ridotta da un lato della quantità:
{\displaystyle \Delta U=qEr_{0}+{\frac {q^{2}}{4\pi \epsilon r_{0}}}}
dove:
{\displaystyle q} è la carica elementare
{\displaystyle E} è il campo elettrico applicato
{\displaystyle \epsilon } è la permittività elettrica.
Il primo contributo è dovuto al campo elettrico applicato, il secondo è dovuto all'attrazione elettrostatica tra lo stato trappola ionizzato e l'elettrone di conduzione. Il potenziale ha ora un massimo a distanza {\displaystyle r_{0}} dal centro della trappola coulombiana, dato da:
{\displaystyle q^{2}/(4\pi \epsilon r_{0}^{2})=qE}.
Perciò {\displaystyle r_{0}={\sqrt {q/(4\pi \epsilon E)}}} e
{\displaystyle \Delta U=qE{\sqrt {\frac {q}{4\pi \epsilon E}}}+{\frac {q^{2}}{4\pi \epsilon }}{\sqrt {\frac {4\pi \epsilon E}{q}}}=2{\sqrt {\frac {q^{3}E}{4\pi \epsilon }}}={\sqrt {\frac {q^{3}E}{\pi \epsilon }}}} .
Questa espressione è simile a quella ottenuta per l'effetto Schottky. Il fattore 2 all'esponente, che rende la riduzione della barriera nell'effetto Poole-Frenkel due volte più grande di quello osservato nell'effetto Schottky, è dovuto all'interazione tra l'elettrone eccitato termicamente e la carica fissa positiva dello ione che agisce da trappola, piuttosto che con la sua carica immagine mobile, indotta nel metallo all'interfaccia Schottky. Ora, se in assenza di campo elettrico applicato, il numero di elettroni ionizzati termicamente è proporzionale a
{\displaystyle \exp \left({\frac {-q\phi _{B}}{k_{B}T}}\right)}
dove:
{\displaystyle \phi _{B}} è la barriera di differenza di potenziale (in assenza di campo elettrico) che un elettrone deve attraversare per spostarsi da uno stato localizzato all'altro del materiale
{\displaystyle k_{B}} è la costante di Boltzmann
{\displaystyle T} è la temperatura
allora, in presenza di un campo elettrico esterno, la conducibilità elettrica sarà proporzionale a  
{\displaystyle \exp \left({\frac {-q\left(\phi _{B}-{\sqrt {qE/(\pi \epsilon )}}\ \right)}{k_{B}T}}\right)}
ottenendo così  
{\displaystyle \sigma =\sigma _{0}\exp \left({\frac {q{\sqrt {qE/(\pi \epsilon )}}}{k_{B}T}}\right)}
che differisce dalla legge di Poole nella dipendenza da {\displaystyle E}. Tenendo conto di tutto (sia della frequenza con cui gli elettroni vengono eccitati nella banda di conduzione, sia del loro moto di deriva in banda), e assumendo una mobilità indipendente dal campo per gli elettroni, l'espressione quantitativa standard per la corrente di Poole-Frenkel è:
{\displaystyle J\propto E\exp \left({\frac {-q\left(\phi _{B}-{\sqrt {qE/(\pi \epsilon )}}\ \right)}{k_{B}T}}\right)}
dove {\displaystyle J} è la densità di corrente. Rendendo esplicite le dipendenze dalla tensione applicata e dalla temperatura, l'espressione appena trovata diventa:
{\displaystyle J\propto V\exp \left({\frac {q}{k_{B}T}}\left(2{\sqrt {qV/(4\pi \epsilon d)}}-\phi _{B}\right)\right)}
dove {\displaystyle d} è lo spessore del dielettrico. Per un dato dielettrico, differenti processi di conduzione possono dominare in differenti intervalli di tensione e temperatura. Per dielettrici composti da nitruro di silicio (Si3N4), ossido di alluminio (Al2O3) e anidride solforosa (SO2), ad alte temperature e per campi elevati, la densità di corrente {\displaystyle J} è dovuta all'emissione Poole-Frenkel. Il rilevamento dell'emissione Poole-Frenkel come processo di conduzione limitante in un dielettrico viene di solito effettuato studiando la pendenza nel cosiddetto diagramma di Poole-Frenkel, dove viene graficato il logaritmo della densità di corrente diviso per il campo ({\displaystyle \ln(J/E)}) in funzione della radice quadrata del campo ({\displaystyle {\sqrt {E}}}). L'idea di utilizzare tale diagramma trae origine dalla forma funzionale dall'espressione della densità di corrente di Poole-Frenkel, che contiene proprio questa proporzionalità ( {\displaystyle \ln(J/E)} vs {\displaystyle {\sqrt {E}}}): rappresentando un processo di Poole-Frenkel in tale diagramma si ottiene quindi una linea retta. Per un valore fissato della barriera di potenziale in assenza di qualsiasi campo elettrico applicato, la pendenza è influenzata da un solo parametro: la permittività dielettrica. Nonostante i processi di conduzione Poole-Frenkel e Schottky abbiano la stessa dipendenza funzionale dall'intensità del campo elettrico, è possibile discriminare i due meccanismi di conduzione dalla diverse pendenze delle rette che li descrivono in un diagramma di Poole-Frenkel. Le pendenze teoriche possono essere calcolate conoscendo la costante dielettrica di alta frequenza del materiale ({\displaystyle \kappa =\epsilon /\epsilon _{0}}, dove {\displaystyle \epsilon _{0}} è la costante dielettrica del vuoto) e confrontandole con le pendenze rilevate sperimentalmente. In alternativa, è possibile valutare il valore di {\displaystyle \kappa } confrontando le pendenze teoriche con quelle sperimentali, a condizione che sia noto quale meccanismo di conduzione sia quello limitante tra quello di bulk e quello di contatto. Tale valore per la costante dielettrica ad alta frequenza deve soddisfare poi la relazione {\displaystyle \kappa =n^{2}}, dove {\displaystyle n} è l'indice di rifrazione del materiale.

## Modelli di Poole-Frenkel modificati
Sebbene siano stati compiuti molti progressi sull'argomento a partire dal lavoro classico di Frenkel, la formula di Poole-Frenkel è stata ampiamente utilizzata per interpretare diversi dati sperimentali di correnti non ohmiche osservate nei dielettrici e anche nei semiconduttori. Il dibattito sulle ipotesi alla base del modello classico di Poole-Frenkel ha dato vita a diversi modelli di Poole-Frenkel modificati. Queste ipotesi sono presentate di seguito.
Nel modello classico di Poole-Frenkel viene presa in considerazione solo la conduzione dovuta agli elettroni (single-carrier conduction), si suppone l'esistenza di contatti ohmici (in grado di rifornire tramite gli elettrodi gli elettroni emessi dalle trappole) e gli effetti di carica spaziale vengono trascurati, supponendo che il campo elettrico sia uniforme. Una rivisitazione di quest'ultima ipotesi può essere trovata, ad esempio, nella teoria della space charge limited current con effetto Frenkel, sviluppata da Murgatroyd. Si presume inoltre che la mobilità dei portatori sia indipendente dal campo. Tuttavia, l'effetto Poole-Frenkel viene solitamente osservato solo in materiali caratterizzati da bassi valori di mobilità, poiché nei solidi ad alta mobilità il re-intrappolamento dei portatori viene gradualmente inibito dallo svuotamento (depletion) dei portatori stessi. Trascurando qualsiasi processo di diffusione per i portatori emessi dalle trappole, il fattore pre-esponenziale nella formula di Poole-Frenkel risulta proporzionale ad {\displaystyle E}. Tuttavia è possibile trovare dipendenze differenti: supponendo che i portatori possano essere nuovamente intrappolati, si ottiene una proporzionalità rispetto a {\displaystyle E^{-1/2}} o a {\displaystyle E^{1/2}}, a seconda che il re-intrappolamento degli elettroni si verifichi nella trappola più vicina o in seguito ad una deriva (drift) in banda di conduzione. Un fattore pre-esponenziale proporzionale a {\displaystyle E^{1/2}} è invece il risultato di processi di diffusione casuali, mentre dipendenze da {\displaystyle E^{-3/2}} e {\displaystyle E^{-3/4}} si trovano rispettivamente per i processi di trasporto per hopping e per diffusione.
Nella teoria classica di Poole-Frenkel si ipotizza inoltre che il potenziale di trappola sia coulombiano, tuttavia vengono considerati in letteratura anche potenziali più ripidi dovuti a difetti multipolari o a potenziali idrogenoidi schermati.
Per quanto riguarda la tipologia delle trappole, l'effetto Poole-Frenkel avviene in presenza di trappole cariche positive, cioè per trappole che sono positive quando vuote e neutre quando occupate, in modo che l'elettrone possa risentire di una barriera di potenziale coulombiana a causa dell'interazione con la carica positiva della trappola. Anche le trappole di tipo donore o accettore e gli elettroni nella banda di valenza manifestano l'effetto Poole-Frenkel. Al contrario, una trappola neutra, cioè uno stato che è neutro quando vuoto e carico (negativamente se intrappola elettroni) quando occupato, non manifesterà l'effetto Poole-Frenkel. Simmons, tra gli altri, ha proposto un'alternativa al modello classico con trappole neutre superficiali e stati donori profondi (rispetto alla banda di conduzione), in grado di esibire una conduzione di tipo bulk-limited pur avendo una dipendenza dal campo elettrico tipica della conduzione Schottky, anche in presenza di un meccanismo di conduzione di tipo Poole-Frenkel, spiegando così "l'effetto Poole-Frenkel anomalo" esibito dagli strati di pentossido di tantalio (Ta205) e monossido di silicio (SiO). Esistono poi modelli che considerano la presenza simultanea di stati trappola donori e accettori, in una situazione chiamata compensazione delle trappole. Il modello di Yeargan e Taylor, ad esempio, estende la teoria classica di Poole-Frenkel includendo diversi gradi di compensazione: quando si considera un solo tipo di trappola, la pendenza della curva in un diagramma di Poole-Frenkel riproduce quella ottenuta dall'emissione di Schottky, nonostante l'abbassamento della barriera sia il doppio di quello dovuto all'effetto Schottky; la pendenza è invece due volte più grande in presenza di compensazione.
Come ulteriore assunzione si presuppone un singolo livello di energia per le trappole. Tuttavia, è stata dibattuta l'esistenza di ulteriori livelli di donori, anche se si suppone che siano interamente occupati per ogni valore di campo elettrico e di temperatura, e che quindi non forniscano alcun portatore di conduzione (ciò equivale ad affermare che i livelli donori supplementari siano posizionati ben al di sotto del livello di Fermi).

### L'equazione di Hartke
Il calcolo effettuato per l'abbassamento della profondità di trappola è un calcolo unidimensionale, con conseguente sovrastima dell'effettiva riduzione della barriera. In effetti, solo nella direzione del campo elettrico applicato, l'altezza della buca di potenziale viene ridotta tanto quanto stimato dall'espressione di Poole-Frenkel. Calcoli più accurati, eseguiti da Hartke eseguendo una media delle probabilità di emissione di elettroni rispetto a qualsiasi direzione, mostrano che l'aumento della concentrazione di portatori liberi è di circa un ordine di grandezza inferiore a quella prevista dall'equazione di Poole-Frenkel. L'equazione di Hartke è equivalente a
{\displaystyle J\propto E\exp \left({\frac {-q\phi _{B}}{k_{B}T}}\right)\left({\frac {1}{2}}+{\frac {1}{\beta ^{2}E}}\left(1+\left(\beta {\sqrt {E}}-1\right)\exp(\beta {\sqrt {E}})\right)\right)}
dove
{\displaystyle \beta ={\frac {q}{k_{B}T}}{\sqrt {\frac {q}{\pi \epsilon }}}} .
Da un punto di vista teorico, l'espressione di Hartke deve essere preferita all'equazione di Poole-Frenkel sulla base del fatto che viene considerata la tridimensionalità del problema dell'abbassamento della barriera di potenziale della trappola. Infine, sono stati sviluppati ulteriori modelli tridimensionali, che differiscono tra di loro per la trattazione che fanno del processo di emissione nella direzione contraria al campo. Ieda, Sawa, and Kato, per esempio, hanno proposto un modello in cui la variazione della barriera è considerata sia nella direzione del campo elettrico sia in quella opposta.

### Saturazione di Poole-Frenkel
La saturazione di Poole-Frenkel si verifica quando tutti gli stati trappola vengono ionizzati, nella situazione cioè in cui si raggiunge il massimo numero di portatori di conduzione. Il corrispondente campo di saturazione si ottiene dall'espressione che descrive l'annullamento della barriera:
{\displaystyle \phi _{B}-{\sqrt {\frac {qE_{s}}{\pi \epsilon }}}=0}
dove {\displaystyle E_{s}} è il campo di saturazione. Quindi
{\displaystyle E_{s}={\frac {\pi \epsilon {\phi _{B}}^{2}}{q}}} .
Gli stati trappola sono ora necessariamente vuoti, trovandosi al limite della banda di conduzione. Il fatto che l'effetto Poole-Frenkel sia descritto da un'espressione per la conducibilità (e per la corrente) che diverge al'aumentare del campo e che non preveda saturazione, è attribuibile all'ipotesi semplificativa che la distribuzione delle trappole segua la statistica di Maxwell-Boltzmann. Ongaro e Pillonnet hanno sviluppato un modello di Poole-Frenkel comprensivo di una descrizione più accurata della statistica della distribuzione delle trappole secondo la formula di Fermi-Dirac, in grado di descrivere quantitativamente la saturazione.

## Trasporto di Poole-Frenkel nelle memorie elettroniche
Nelle memorie flash ad intrappolamento di carica, la carica viene immagazzinata in uno strato di trapping, tipicamente composto da nitruro di silicio, per mezzo di un flusso di corrente che scorre attraverso un dielettrico (tunnel oxide). Nella fase di programmazione, gli elettroni vengono emessi da un substrato verso lo strato di trapping in seguito all'applicazione di un grande potenziale di polarizzazione applicato al gate. Il trasporto di carica è il risultato di due diversi meccanismi di conduzione, da considerare in serie: la corrente passa attraverso l'ossido per tunneling, mentre il meccanismo di conduzione attraverso il nitruro è di tipo Poole-Frenkel. La corrente di tunneling è descritta dall'equazione di Fowler-Nordheim, opportunamente modificata per tenere conto della forma della barriera di tunneling, composta dalla serie della barriera trapezoidale dell'ossido, seguita dalla barriera triangolare del nitruro (mentre per la derivazione della formula di Fowler-Nordheim si suppone che la barriera sia triangolare). Il processo Poole-Frenkel è il meccanismo di conduzione limitante all'inizio del regime di programmazione della memoria, a causa della maggiore corrente fornita dal tunneling in questa fase. Quando la carica degli elettroni intrappolati comincia ad accumularsi, iniziando a schermare il campo, il tunneling di Fowler-Nordheim modificato diventa il processo limitante. La densità di carica intrappolata all'interfaccia ossido-nitruro è proporzionale all'integrale della corrente di Poole-Frenkel che scorre attraverso di essa. All'aumentare dei cicli di scrittura e cancellazione dell'informazione immagazzinata nella memoria elettronica, le caratteristiche di ritenzione peggiorano a causa della crescente conduttività del nitruro.